# Voie lactée (domaine skiable)
Pour les articles homonymes, voir Voie lactée (homonymie).
La Voie Lactée, ou en italien la Via Lattea, est un domaine skiable franco-italien, situé dans les Alpes du Sud, non loin de Briançon et des tunnels du Fréjus, à cheval sur le département des Hautes-Alpes et la région du Piémont.

## Présentation
Avec 405 km de pistes, le domaine skiable de la Voie Lactée est l'un des plus grands domaine skiable international au Monde. Il s'étend sur six stations : Montgenèvre en France, et Claviere, Cesana Torinese, Sestrières, San Sicario et Sauze d'Oulx en Italie. La ville italienne de Pragela y est également reliée. 
Sur ces 400 km de piste, 315 se situent en Italie et 85 en France. En 2006, les cinq stations italiennes de la Voie Lactée ont organisé les Jeux Olympiques d'hiver de Turin et ont donc investi pour développer leurs infrastructures.

## Infrastructures
La Voie Lactée compte 243 pistes réparties entre :
- 9 pistes vertes ;
- 71 pistes bleues ;
- 131 pistes rouges ;
- 32 pistes noires.

Ce domaine étant réparti sur deux pays, les codes couleurs des pistes ne sont pas les mêmes. En Italie, les pistes vertes n'existent pas : les pistes sont simplement balisées entre bleues, rouges et noires (de la pente la plus faible à la pente la plus élevée).
Concernant les remontées mécaniques, la Voie Lactée en dispose de 69 :
- 8 tapis roulant de montagne ;
- 19 téléskis ;
- 35 télésièges ;
- 2 téléportés avec sièges et cabines ;
- 4 télécabines ;
- 1 téléphérique.

Pour s'assurer un enneigement optimal, la Voie lactée dispose également de plus de 1 000 canons à neiges.
Les pratiquants de ski de fond ne sont pas en reste avec plus de 100 km de pistes.

## Accès
Par voiture
L'accès aux stations de la Voie lactée est assez simple grâce à la proximité de l'autoroute italienne A32 reliant Turin au Tunnel du Fréjus puis se prolongeant avec l'autoroute française A43 (Tunnel du Fréjus-Lyon). Une fois sortie de l'autoroute au niveau d'Oulx, l'on est à environ 15 min de la Sauze d'Oulx, 30 min de Sestrière, 10 min de Cesana Torinese, 15 min de San Sicario, 20 min de Clavière et de Montgenèvre. En passant par Briançon et la RN 94 on peut atteindre Montgenèvre directement depuis la France.
Par train
La gare de Briançon en France offre des liaisons vers Paris, Marseille, Lyon et Grenoble. La gare d'Oulx (en Italie) offre des TGV direct vers Paris en 4h30 min. Des cars existent ensuite pour se rendre dans les stations.
Par avion
L'Aéroport Sandro-Pertini de Turin Caselle est situé à environ 88 km d'Oulx soit environ 1h en voiture.